# 海賊船 (1951年の映画)
『海賊船』（かいぞくせん）は、1951年に公開された稲垣浩監督の日本映画。
船の合戦シーンは、円谷英二によるミニチュア特撮で表現されたが、甲板上の銅鑼とそれに掛かる水しぶきが同じ大きさになってしまい苦労したという。

## キャスト
【海賊船『千里丸』の乗組員】
- 三船敏郎 - 虎[1]（首領・支那海の虎）[3]
- 七代目 大谷友右衛門 - 二の字[1]（虎の片腕）[3]
- 田崎潤 - 飛車[1]（射手）[3]
- 富田仲次郎 - 下駄[1]（通信員）[3]
- 大久保正信 - 五右衛門[1]（見張り）[3]
- 福原秀雄 - 海坊主[1]（機関員）[3]
- 谷晃 - 忍路[1][オショロ][5]（機関員）[3]
- 森繁久彌 - チャック[1]（甲板員）[3]
- 高原駿雄 - 牛皮[1][ギュウヒ][5]（甲板員）[3]
- 松尾文人 - 金時[1]（甲板員）[3]
- 大泉滉 - 業平[1]（甲板員）[3]
- 上田吉二郎 - 獨活[1][ウド][5]（甲板員）[3]

【『千里丸』に乗った子供達】
- 浅茅しのぶ - 薫[1]
- 山本豊三 - 一郎[1]
- 飯田健晋 - 實[1]
- 三井正吉 - 俊夫[1]

【陸上の人々】
- 龍岡晋 - 山本部長[1]
- 英百合子 - 俊夫の祖母[1]
- 鉄一郎[5]

## スタッフ
参照
- 製作：本木荘二郎、菅英久
- 脚本：小國英雄
- 撮影：鈴木博
- 美術：安倍輝明
- 録音：亀山正二
- 照明：森茂
- 音楽：深井史郎
- 演出補佐：福田純
- 製作主任：根津博
- 特殊技術：圓谷英二
- 現像：東宝現像所
- 演出：稲垣浩